# Anredera
Anredera é um gênero botânico da família Basellaceae.

## Espécies
- Anredera aspera Sperling
- Anredera baselloides  (Kunth) Baill.
- Anredera brachystachys  (Moq.) Sperling
- Anredera cordifolia  (Ten.) Steenis
- Anredera densiflora  Sperling
- Anredera diffusa  (Moq.) Sperling
- Anredera floribunda  (Moq.) Sperling
- Anredera krapovickasii  (Villa) Sperling
- Anredera marginata  (Kunth) Sperling
- Anredera ramosa  (Moq.) Eliasson
- Anredera tucumanensis  (Lillo & Hauman) Sperling
- Anredera vesicaria  (Lam.) C.F.Gaertn.